# Newport Beach
Newport Beach è una città della contea di Orange, in California, a 16 km di distanza dal centro di Santa Ana. Secondo i dati del 2019 la popolazione è di 84 534 abitanti (295 456 nell'intera area metropolitana).

## Geografia fisica

### Territorio

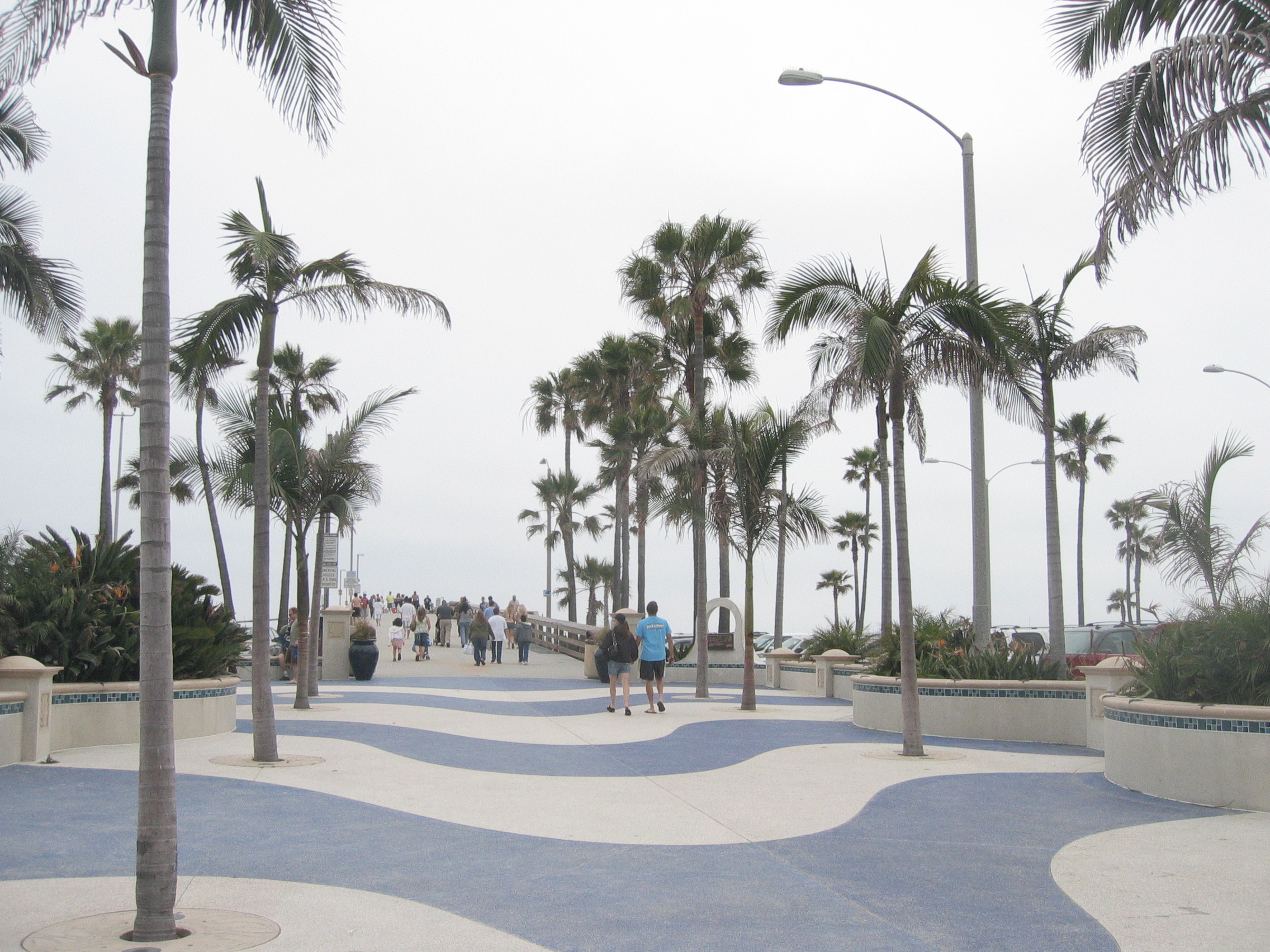
Balboa Pier

Newport si trova a 3 metri sopra il livello del mare e le sue coordinate sono 33°37′0″N, 117°53′51″O
La città è delimitata ad ovest da Huntington Beach sulle sponde del Santa Ana River, a nord da Costa Mesa, dal John Wayne Airport, e da Irvine, ed ad est dal Crystal Cove State Park.
La città si estende per un'area totale di 103,2 km².
Le aree adiacenti alla città includono Corona del Mar, Balboa Island, Newport Coast, San Joaquin Hills e Balboa Peninsula.
La Upper Newport Bay si è formata grazie all'erosione, in età preistorica, dal fiume di Santa Ana.

### Clima
Newport Beach ha un clima mediterraneo. Come molte città costiere nella contea di Orange e di Los Angeles, Newport Beach presenta una debole variazione di temperatura, giornaliera e stagionale, rispetto alle città dell'entroterra.
L'Oceano Pacifico mantiene il clima di Newport Beach mite, riscaldando le temperature invernali e raffreddando quelle estive.
| Mese                | Mesi | Mesi | Mesi | Mesi | Mesi | Mesi | Mesi | Mesi | Mesi | Mesi | Mesi | Mesi | Stagioni | Stagioni | Stagioni | Stagioni | Anno  |
| Mese                | Gen  | Feb  | Mar  | Apr  | Mag  | Giu  | Lug  | Ago  | Set  | Ott  | Nov  | Dic  | Inv      | Pri      | Est      | Aut      | Anno  |
| ------------------- | ---- | ---- | ---- | ---- | ---- | ---- | ---- | ---- | ---- | ---- | ---- | ---- | -------- | -------- | -------- | -------- | ----- |
| T. max. media (°C)  | 17,8 | 17,8 | 17,8 | 18,9 | 18,9 | 20,0 | 21,7 | 22,8 | 22,8 | 21,7 | 18,9 | 17,8 | 17,8     | 18,5     | 21,5     | 21,1     | 19,7  |
| T. min. media (°C)  | 8,9  | 10,0 | 10,6 | 12,2 | 13,9 | 15,6 | 17,2 | 17,8 | 17,2 | 15,0 | 11,0 | 8,9  | 9,3      | 12,2     | 16,9     | 14,4     | 13,2  |
| Precipitazioni (mm) | 66   | 64,5 | 57,2 | 17,8 | 4,6  | 2,0  | 0,5  | 2,3  | 7,6  | 7,1  | 25,9 | 50,4 | 180,9    | 79,6     | 4,8      | 40,6     | 305,9 |

## Monumenti e luoghi d'interesse

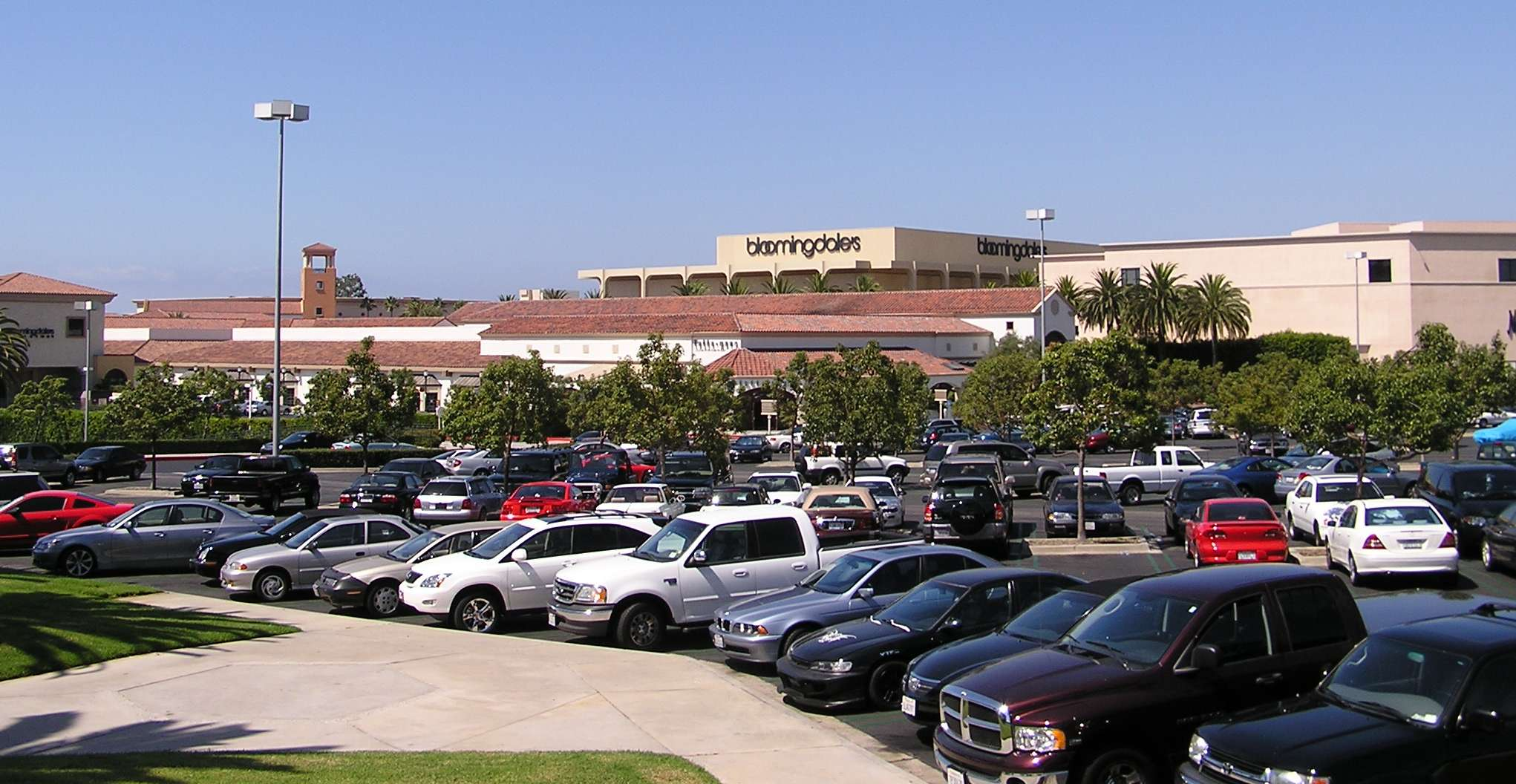
Fashion Island

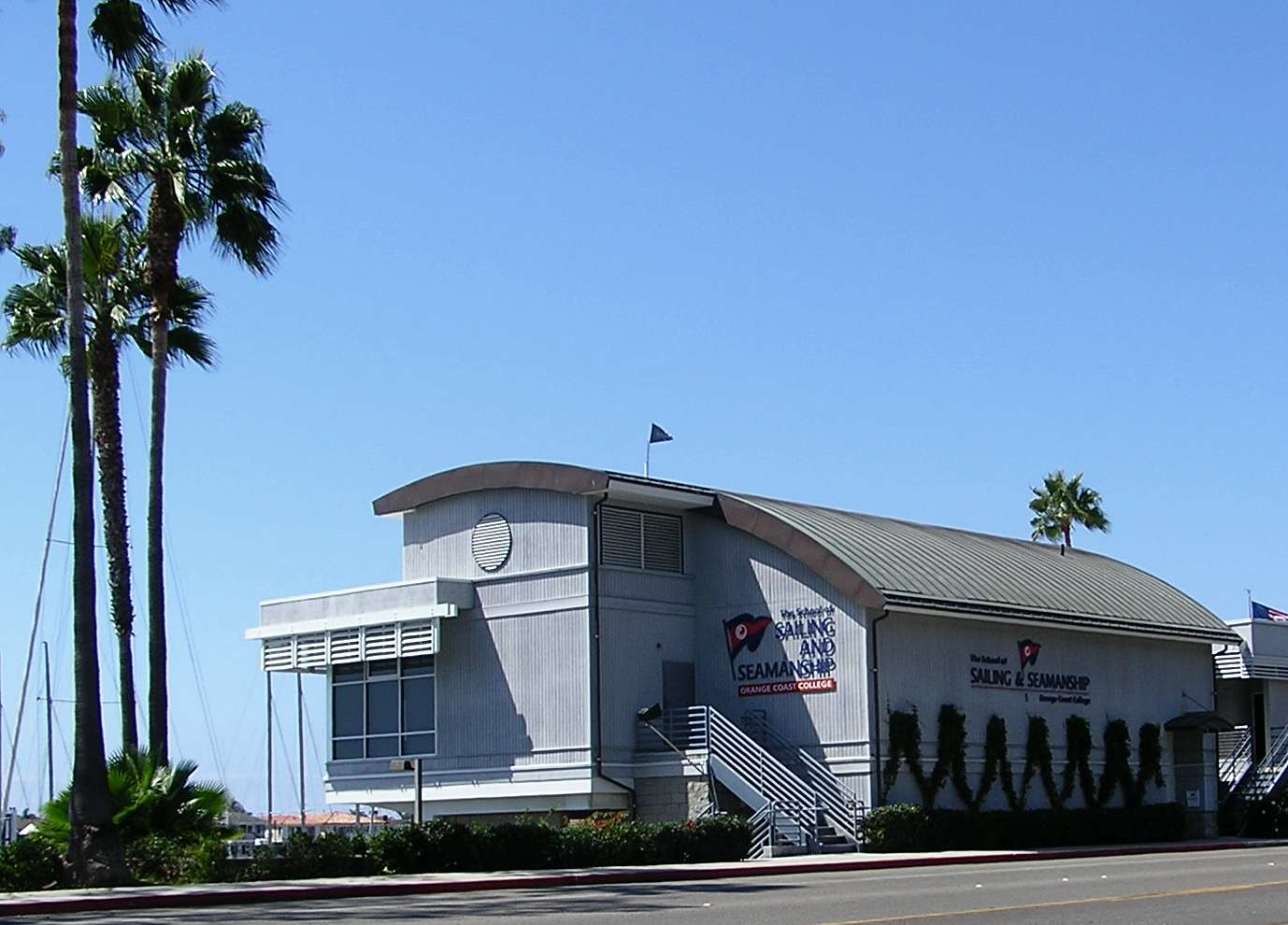
Scuola di vela

Tra le maggiori attrazioni di quest'area spiccano: 
- Spiagge sulla Balboa Peninsula
- Spiagge di Corona del Mar
- Crystal Cove State Park: si trova nell'estrema zona meridionale della costa.
- Balboa Pavilion: stabilito nel 1906, è il punto di riferimento di Newport Beach.
- Balboa Island: è un'isola artificiale nel Porto di Newport che fu realizzata appena prima che scoppiasse la prima guerra mondiale.
- Back Bay: è una riserva naturale.
- Fashion Island: è un enorme centro della moda, nel quale si distinguono negozi come Bloomingdale's. Il Newport Center Drive, una strada circolare, abbraccia la Fashion Island, facendola diventare appunto un'isola. Venne completata nel 1967.

## Cultura

### Nella cultura di massa

#### Tv
- A Newport Beach è ambientata la celebre serie televisiva The O.C., anche se le riprese sono state in realtà effettuate altrove per ridurre le spese di produzione.
- Sempre a Newport Beach è ambientata la serie tv Arrested Development.

- Il 15 agosto 2007 MTV ha sostituito la sua serie Laguna Beach: The Real Orange County con un nuovo spettacolo, Newport Harbor: The Real Orange County, basato sulla vita degli studenti delle scuole superiori che vivono a Newport Beach.

### Musei
- Orange County Museum of Art: è un museo che esibisce opere di una vasta gamma di artisti moderni.

### Eventi
- Parata delle navi illuminate: nel 1908, John Scarpa, un gondoliere italiano, organizzò la prima parata delle navi illuminate a Natale. Questa manifestazione è divenuta una vera e propria tradizione, che è perdurata fino ad oggi.

## Storia
Nel 1870, il Capitano S.S. Dunnels guidò una nave chiamata "Vaquero" in un porto sconosciuto. Egli, con poca fantasia, chiamò quel porto "New Port" (in italiano Nuovo Porto).
Nel 1879 James e Robert McFadden costruirono la zona d'approdo delle navi all'interno del porto.
Nel 1888 i McFadden decisero che i loro affari marittimi sarebbero stati più remunerativi se si fossero spostati verso le rive più interne alla baia. Così i due costruirono una banchina dove oggi si trova il molo di Newport Beach. Esso divenne uno dei centri commerciali più importanti della neonata contea di Orange.

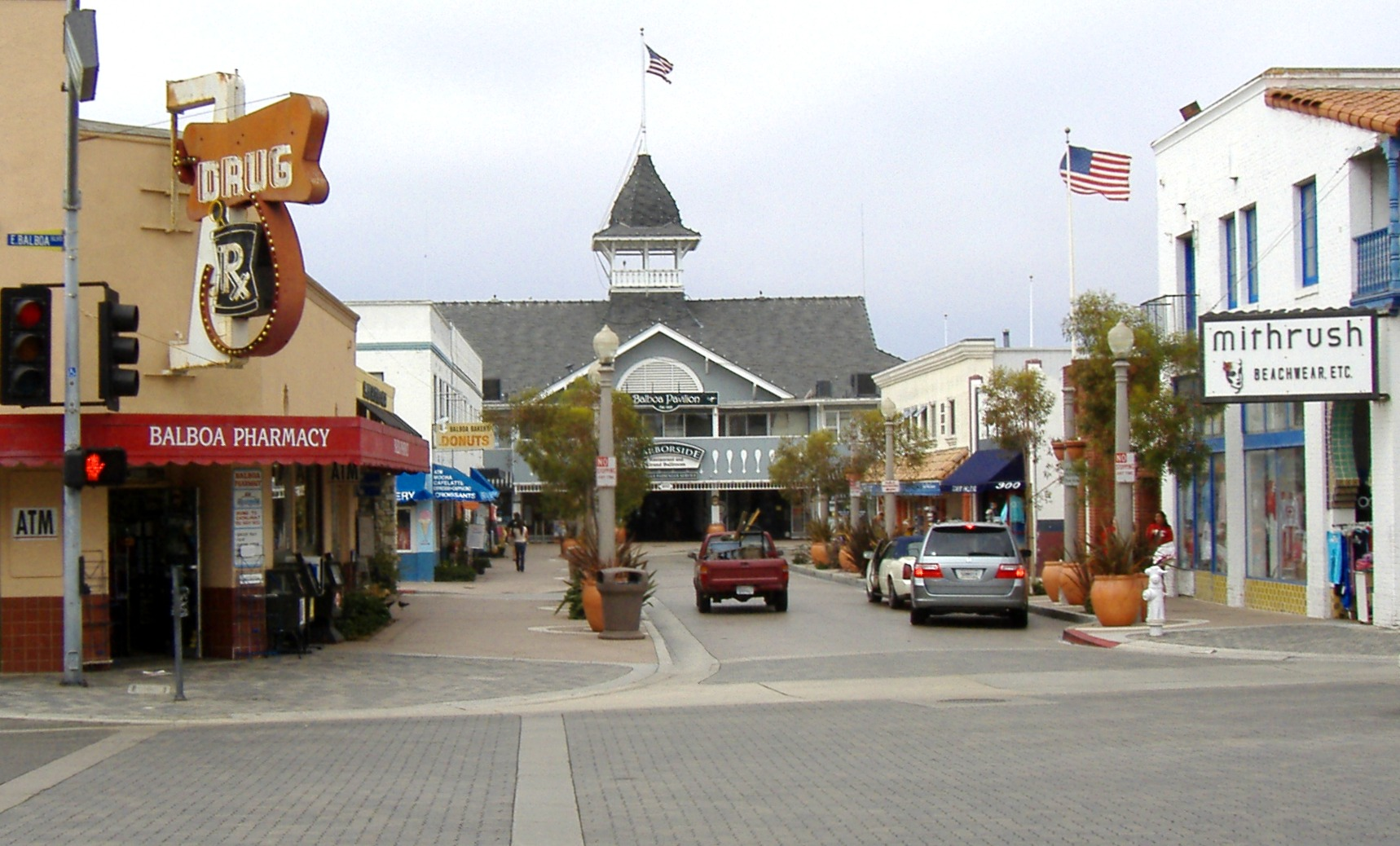
"Balboa Pavilion" da Main Street

Nel 1906 il Balboa Pavilion fu completato lungo il suo progetto madre, il Balboa Pier (che era stato costruito per attirare più acquirenti nella Balboa Peninsula). Allora le case venivano vendute a poco meno di 500 $.
Inoltre, nel 1906, Newport Beach divenne una meta turistica con la costruzione della Pacific Electric Railway. Tale rete ferroviaria terminava nei pressi del Balboa Pavilion.
Oltretutto, nell'agosto del 1906, divenne ufficialmente una città.
Nel 1910, i McFadden vendettero Newport, Lido e Balboa Island per 35 000 $.
Nel 1916 Balboa Island venne annessa a Newport Beach.
Nel 1923 fu annessa Corona del Mar.
Nel 1926 la Pacific Coast Highway, che avrebbe attraversato la città, venne costruita. Venne realizzato anche un ponte sopra la Upper Bay.
Nel 1936 il Porto di Newport fu ufficializzato
Successivamente, nel corso del ventesimo secolo, Newport divenne la casa di molte celebrità. La personalità più popolare di Newport Beach è stato John Wayne, conosciuto anche con il soprannome Il Duca. Altre celebrità hanno vissuto a Newport come James Cagney, Humphrey Bogart, Shirley Temple, e Errol Flynn.
Nel 1962 i treni elettrici lungo la costa dell'Pacifico furono utilizzati per l'ultima volta per trasportare le navi a Newport.

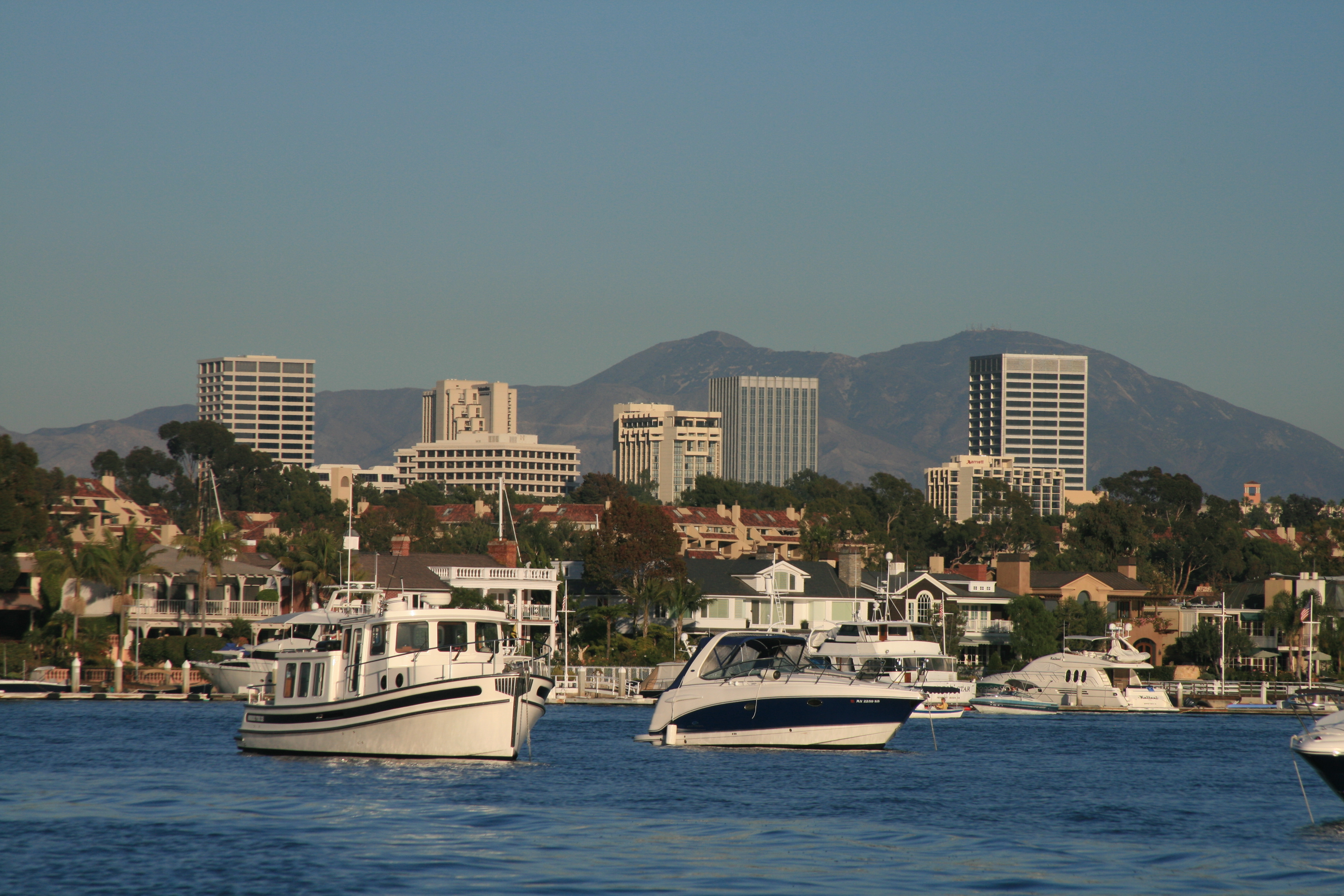
Newport Center

Nel 1990 si cominciò a costruire sulla Newport Coast, luogo in cui risiedeva il campione di basket Kobe Bryant.

## Economia
Newport Beach è sede di una compagnia della classifica Fortune 500, la Pacific Life. Altre compagnie basate nella città sono la Acacia Research, Conexant, il gruppo Galardi (Wienerschnitzel, The Original Hamburger Stand, e Tastee-Freez), Jazz Semiconductor e PIMCO. Prima del suo scioglimento anche Air California aveva qua i propri quartieri.
Nel febbraio del 2010 Portfolio.com ha classificato Newport Beach la più ricca città degli Stati Uniti.

### Turismo
I turisti che visitano la città possono contare su numerosi hotel e attrazioni.
Una di queste è l'area di Pelican Hill. Essa possiede due campi da golf, numerosi hotel e club, ma non case private. Essa è situata in una zona ristretta di 3 km² e si estende lungo la costa del Pacifico.

## Infrastrutture e trasporti

### Catamarano
La Catalina Flyer, un immenso catamarano da 500 posti, provvede al trasporto giornaliero di turisti dalla Balboa Peninsula ad Avalon, situata nell'Isola di Santa Catalina.

### Traghetto
Il traghetto della Balboa Island trasporta automobili, bicicli e persone attraverso il canale del porto tra la Balboa Island e la Balboa Peninsula.

## Sport
Il Newport Aquatic Center offre la possibilità di praticare sport come la canoa. È un luogo dove gli atleti, grazie a programmi specifici, si allenano duramente in vista delle Olimpiadi.

## Amministrazione

### Gemellaggi
Newport Beach è gemellata con 6 città, secondo la direttiva del Sister Cities International, Inc. (SCI):
- Antibes
- Cabo San Lucas
- Okazaki
- Vũng Tàu
- Yeosu